# Aenasius caeruleus
Aenasius caeruleus är en stekelart som beskrevs av Charles Thomas Brues 1910. Aenasius caeruleus ingår i släktet Aenasius och familjen sköldlussteklar. Inga underarter finns listade i Catalogue of Life.